# Camila Henríquez Ureña
Camila Henríquez Ureña fue una ensayista, humanista y feminista, dominicana y cubana por naturalización. Está considerada como una de las intelectuales más destacadas de Latinoamérica y el Caribe del siglo XX. Provenía de una estirpe familiar de literatos, pensadores y educadores; tanto sus padres como sus hermanos Pedro y Max fueron prominentes escritores.

## Biografía
Camila Henríquez Ureña nació en Santo Domingo, República Dominicana el 9 de abril de 1894. Fue la cuarta hija (la única mujer) del matrimonio entre el intelectual y expresidente dominicano Francisco Henríquez y Carvajal y la prominente poeta y educadora Salomé Ureña. Su madre Salomé murió en 1898 cuando Camila tenía cuatro años, por lo que su hermano Pedro fue su mentor y le inculcó el legado de su madre. 
En 1904, a los nueve años se trasladó con su padre y su madrastra Natividad Lauranson a Cuba. En 1917 recibió su doctorado en Filosofía, Letras y Pedagogía en la Universidad de La Habana. Su tesis "Las ideas pedagógicas de Eugenio María de Hostos" la realizó en honor al ilustre educador puertorriqueño y mentor de su madre Eugenio María de Hostos. Desde 1918.
Camila tuvo una breve estadía en Minnesota, donde estudió y surgió como profesora en la Universidad de Minnesota. En 1922 regresó a Cuba, convirtiéndose en ciudadana cubana en 1926. Vivió en París y estudió en La Sorbona desde 1932 hasta 1934.
En la década de 1930, durante su estancia en Cuba, formó parte de organizaciones feministas, así como de instituciones culturales y eventos. La más notable de sus actividades fue su papel como cofundadora y presidente de la revista Lyceum y de la Institución Hispano Cubana de Cultura. 
En 1941, realizó varios viajes como conferencista hacia algunos países de América Latina (Panamá, Ecuador, Perú, Chile, Argentina y México). En 1942 se mudó a los Estados Unidos y se dedicó al magisterio hasta 1959 en la Universidad de Vassar en el Departamento de Estudios Hispanos, donde se desempeñó dos veces como presidente y fue profesora titular. Durante varios veranos entre 1942 y 1959 en su residencia en los Estados Unidos, Camila también estuvo en la facultad de idiomas y literatura en el Middlebury College, especialmente dando clases de español. En su año sabático de 1948, Camila aprovechó para viajar a México y trabajar en el Fondo de Cultura Económica. A través de la década de 1950, también viajó a España, Italia y Francia.
Su pensamiento agresivo y feminista ponía en peligro su permanencia en los Estados Unidos, pero su fama de educadora y filósofa, y los títulos ganados en varias universidades estadounidenses la salvaron del ostracismo. Comulgando con los ideales de la Revolución cubana, Camila, sin embargo, renunció a su pensión como profesora emérita en el Vassar College para regresar a Cuba y participar en la reestructuración de la Universidad de La Habana, donde enseñó en el Departamento de Literatura Latinoamericana hasta su jubilación en 1970.
Esos años fueron decisivos en su permanente preocupación por el papel de la mujer en la cultura y en la creación. Precisamente sus ensayos sobre la presencia femenina en el romanticismo y en sus estudios dedicados a la poesía de mujeres, como el caso de Delmira Agustini, se orientan a este propósito.

## Últimos días y muerte
En los días previos a su muerte, durante una visita a su país natal, República Dominicana, Camila ostentaba el título de profesora Emérita de la Universidad de La Habana, así como de Vassar College, un caso raro si no único, digno de resaltar. Además fue vicepresidenta del Pen Club de Cuba.
Fue profesora en su país hasta su muerte en Santo Domingo el 12 de septiembre de 1973, a la edad de 79 años.

## Obras y legado
Camila se destacó en el género ensayo; sus obras tenían un fuerte sentimiento feminista que abogaba por los derechos de la mujer. Entre sus ensayos más notables se encuentran: 
- "Ideas pedagógicas de Eugenio María de Hostos" (1932)
- "Curso de apreciación literaria" (conferencias, 1935)
- "Feminismo" (1939).
- "La mujer y la cultura" (1949).
- "La carta como forma de expresión literaria femenina" (1951).
- "Cervantes" (1963)
- "El Renacimiento español" (1963)
- "Cantares de gesta" (1971)
- "William Shakespeare" (1972)
- "Dante Alighieri" (1974)- Póstumo

En su ensayo "Feminismo", Camila Henríquez Ureña reseña el papel que las mujeres han desempeñado en la sociedad desde la prehistoria. 
Una de sus citas más famosas es 

"El verdadero movimiento cultural femenino empieza cuando las excepciones dejan de serlo."
Camila Henríquez Ureña, 1939

También colaboró con varias revistas latinoamericanas, y muchas de sus obras fueron prologadas y publicadas varios años después de su muerte.
Los amplios conocimientos que se encuentran en los escritos de Camila Henríquez Ureña prueban su erudición y compromiso en vida para el aprendizaje. Camila fue una mujer de muchos y variados intereses. En las cartas de Pedro Henríquez Ureña, recogidas en las epístolas de la familia, da constancia de su asombro ante la capacidad de su hermana menor para el aprendizaje y de su curioso intelecto. Además, Camila cantaba óperas en varios idiomas; su habilidad con la música y su fina y distinguida manera muy caribeña de bailar; su trabajo como educadora y en los movimientos feministas; y su capacidad para aprender idiomas extranjeros, aparentemente para poder leer las obras originales de algunos de sus autores favoritos (Dante, Ibsen, Racine, Shakespeare, entre otros). Por otra parte, una selección de sus ensayos, recogidos póstumamente, fue editada por Mirta Aguirre, una de sus alumnas más distinguidas y más tarde, su colega en la Universidad de La Habana. En resumen, su capacidad intelectual es evidente en los temas que eligió: su tesis doctoral sobre Hostos, su introducción a una versión en español del Infierno de Dante publicado en Cuba en 1935, su colaboración en "Poesía" del galardonado poeta español Juan Ramón Jiménez en 1936, y sus estudios del género pastoril en España y en el teatro de Lope de Vega, por nombrar solo algunos de sus trabajos más conocidos.
Por ser mujer en esa época no tuvo la misma notoriedad que sus hermanos Pedro y Max, siendo eclipsada por estos. El ambiente intelectual y la libertad de ideas que rodeó la vida de Camila Henríquez Ureña fueron decisivos en su formación de conciencia como mujer.
En 1992, el narrador y ensayista dominicano Andrés L. Mateo escribió un ensayo titulado "Camila Henríquez Ureña: la virtud del anonimato".
En el año 2000, Julia Álvarez publicó (In the Name of Salomé (En el nombre de Salomé), una narración ficticia sobre la vida de Camila y su madre Salomé Ureña. Además el libro "Camila y Camila" de la escritora cubana Mirta Yáñez gira en torno a la vida de Camila Henríquez Ureña.